# Puta misèria!
Puta misèria! és una pel·lícula catalana del 1989 dirigida per Ventura Pons basada en la novel·la homònima de Rafael Arnal i Trinitat Satorre. Fou rodada en català. Ambientada en terres valencianes, és una tragicomèdia amb tocs de sainet, aspra i dura, d'estil coral.

## Sinopsi
Dos joves amics, del lumpen urbà i sense feina, conjuntament amb una col·lega que fa de “camell”, tenen una ocurrència un xic esperpèntica que creuen que els farà sortir de la misèria en què viuen: segrestar el ric del poble. Però com que són força maldestres s'equivoquen en triar la seva víctima i queden atrapats en el seu propi parany i en surten amb la cua entre les cames.

## Repartiment
- Paco Morell... 	Felo
- Antonio Ferrandis... 	Ximo
- Ángel Burgos... Mellat
- Amparo Moreno... Coloma
- Carol Ros
- Juan Carlos Garés
- Enric Majó... 	Pataca
- Joan Monleón... Plasencia

## Premis
Als VIII Premis de Cinematografia de la Generalitat de Catalunya va rebre el premi al millor tècnic pel director artístic Josep Maria Espada i Pié, i un premi especial per Amparo Moreno.